# Rubempré
Rubempré é uma comuna francesa na região administrativa de Altos da França, no departamento de Somme. Estende-se por uma área de 10,08 km². Em 2010 a comuna tinha 736 habitantes (densidade: 73 hab./km²).